# Туйтпальлюлькечахл
Туйтпальлюлькечахл (Туйпальлюльнечахль, Туй-Паль-Люльне-Чахль) — вершина хребта Хозатумп на Северном Урале, расположена в Ивдельском городском округе Свердловской области. Высота — 922,3 метра.

## Географическое положение
Туйтпальлюлькечахл расположена на границе муниципального образования «Ивдельский городской округ» Свердловской области и Красновишерского района Пермского края, в составе центральной части хребта Хозатумп. Гора высотой в 922,3 метра, в 8 километрах к северу от горы Рахтсоричахл. Гора в длину (с севера на юг) — 3,5 километра, в ширину — 3 километра.

## Описание
Вся гора покрыта пихтово-еловыми лесами с кедром, а вершина — березовым криволесьем и каменными россыпями.

## Топоним
Туйт-Паль-Люльне-Сяхыл с мансийского языка означает «плохая гора с густым снегом».